# Bonifazio Bevilacqua Aldobrandini
Bonifazio Bevilacqua Aldobrandini (Ferrara, 1571 – Roma, 7 aprile 1627) è stato un cardinale e patriarca cattolico italiano.

## Biografia
Nacque nel 1571 da Antonio Bevilacqua, conte di Maccastorna, e Isabella Turchi.
Papa Clemente VIII lo elevò al rango di cardinale nel concistoro del 3 marzo 1599.
Il cardinale Bonifazio fu un grande mecenate delle arti.
Morì il 7 aprile 1627.

## Ascendenza
|                                          |                                          |                                                     | Genitori                                |  |  | Nonni |  |  | Bisnonni                                 |  |  | Trisnonni                                 |  |
|                                          |                                          |                                                     |                                         |  |  |       |  |  | Antonio Bevilacqua, conte di Maccastorna |  |  | Gherardo Bevilacqua, conte di Maccastorna |  |
|                                          |                                          |                                                     |                                         |  |  |       |  |  | Antonio Bevilacqua, conte di Maccastorna |  |  | Gherardo Bevilacqua, conte di Maccastorna |  |
|                                          |                                          | Costanza Bentivoglio                                |                                         |  |  |       |  |  | Antonio Bevilacqua, conte di Maccastorna |  |  |                                           |  |
| Ercole Bevilacqua, conte di Maccastorna  |                                          |                                                     |                                         |  |  |       |  |  | Antonio Bevilacqua, conte di Maccastorna |  |  |                                           |  |
|                                          |                                          | Caterina Contrari                                   | Ambrogio Contrari, III conte di Vignola |  |  |       |  |  |                                          |  |  |                                           |  |
|                                          |                                          | Caterina Contrari                                   | Ambrogio Contrari, III conte di Vignola |  |  |       |  |  |                                          |  |  |                                           |  |
|                                          |                                          | Caterina Contrari                                   | Battistina Fregoso                      |  |  |       |  |  |                                          |  |  |                                           |  |
| Antonio Bevilacqua, conte di Maccastorna |                                          | Caterina Contrari                                   |                                         |  |  |       |  |  |                                          |  |  |                                           |  |
|                                          |                                          | Giacomo Carminati, signore di San Giovanni in Croce | …                                       |  |  |       |  |  |                                          |  |  |                                           |  |
|                                          |                                          | Giacomo Carminati, signore di San Giovanni in Croce | …                                       |  |  |       |  |  |                                          |  |  |                                           |  |
|                                          |                                          | Giacomo Carminati, signore di San Giovanni in Croce | …                                       |  |  |       |  |  |                                          |  |  |                                           |  |
| Maddalena Carminati                      |                                          | Giacomo Carminati, signore di San Giovanni in Croce |                                         |  |  |       |  |  |                                          |  |  |                                           |  |
|                                          |                                          | …                                                   | …                                       |  |  |       |  |  |                                          |  |  |                                           |  |
|                                          |                                          | …                                                   | …                                       |  |  |       |  |  |                                          |  |  |                                           |  |
|                                          |                                          | …                                                   | …                                       |  |  |       |  |  |                                          |  |  |                                           |  |
| Bonifazio Bevilacqua Aldobrandini        |                                          | …                                                   |                                         |  |  |       |  |  |                                          |  |  |                                           |  |
|                                          | Aldobrandino Turchi, patrizio di Ferrara | Zarabino Turchi, patrizio di Ferrara                |                                         |  |  |       |  |  |                                          |  |  |                                           |  |
|                                          | Aldobrandino Turchi, patrizio di Ferrara | Zarabino Turchi, patrizio di Ferrara                |                                         |  |  |       |  |  |                                          |  |  |                                           |  |
|                                          | Aldobrandino Turchi, patrizio di Ferrara | Paola Strozzi                                       |                                         |  |  |       |  |  |                                          |  |  |                                           |  |
| Alberto Turchi, patrizio di Ferrara      | Aldobrandino Turchi, patrizio di Ferrara |                                                     |                                         |  |  |       |  |  |                                          |  |  |                                           |  |
|                                          |                                          | Caterina Sacrati                                    | Uberto Sacrati, conte di Gavardo        |  |  |       |  |  |                                          |  |  |                                           |  |
|                                          |                                          | Caterina Sacrati                                    | Uberto Sacrati, conte di Gavardo        |  |  |       |  |  |                                          |  |  |                                           |  |
|                                          |                                          | Caterina Sacrati                                    | Costanza Strozzi                        |  |  |       |  |  |                                          |  |  |                                           |  |
| Isabella Turchi                          |                                          | Caterina Sacrati                                    |                                         |  |  |       |  |  |                                          |  |  |                                           |  |
|                                          |                                          | …                                                   | …                                       |  |  |       |  |  |                                          |  |  |                                           |  |
|                                          |                                          | …                                                   | …                                       |  |  |       |  |  |                                          |  |  |                                           |  |
|                                          |                                          | …                                                   | …                                       |  |  |       |  |  |                                          |  |  |                                           |  |
| …                                        |                                          | …                                                   |                                         |  |  |       |  |  |                                          |  |  |                                           |  |
|                                          |                                          | …                                                   | …                                       |  |  |       |  |  |                                          |  |  |                                           |  |
|                                          |                                          | …                                                   | …                                       |  |  |       |  |  |                                          |  |  |                                           |  |
|                                          |                                          | …                                                   | …                                       |  |  |       |  |  |                                          |  |  |                                           |  |
|                                          |                                          | …                                                   |                                         |  |  |       |  |  |                                          |  |  |                                           |  |

## Successione apostolica
La successione apostolica è:
- Vescovo Louis de Salignac de La Mothe-Fénelon (1603)
- Vescovo Valerio Seta, O.S.M. (1608)
- Vescovo Pietro Paolo Quintavalle (1609)
- Vescovo Pellegrino Bertacchi (1610)
- Vescovo Ireneo Brassavola, O.F.M.Obs. (1617)
- Arcivescovo Alfonso Gonzaga (1621)
- Arcivescovo Ferdinand Boschetti (1622)